# Zhen Zhen
Zhen Zhen (chinois : 珍珍) est un panda géant femelle née le 3 août 2007 de Bai Yun et Gao Gao au zoo de San Diego. Son nom signifie « précieux ». Elle est le quatrième petit de Bai Yun et le troisième de Gao Gao. Zhen Zhen a un demi-frère, Hua Mei, et quatre frères et sœurs à part entière, Mei Sheng, Su Lin, Yun Zi et Xiao Liwu. Comme ses frères et sœurs, Zhen Zhen a été conçu par accouplement naturel.
Zhen Zhen fit ses débuts publics le 22 décembre 2007 et fut sevrée au début de 2009. Zhen Zhen, avec sa sœur Su Lin, furent envoyées à la base des pandas géants de Bifengxia en Chine le 24 septembre 2010,.
En 2015, l'accouplement avec un mâle nommé Lu Lu a battu un record d'endurance sexuelle avec des ébats d'une durée de 7 minutes 45 secondes, contre 1 minute 20 secondes en moyenne. Le tout s'est produit dans le cadre d'un programme de reproduction mené par le Centre de protection et de recherche du panda géant de Chine.
En 2018, l'animal fut localisé se promenant parmi les maisons d'une ville de la province du sud-ouest du Sichuan, surprenant les habitants. Zhen Zhen était apparemment à la recherche de nourriture.